# Tout l'univers dans un atome : Science et bouddhisme, une invitation au dialogue
Tout l'univers dans un atome : Science et bouddhisme, une invitation au dialogue est un essai du 14e dalaï-lama, publié en 2006.

## Résumé
Le dalaï-lama explore certaines questions au carrefour des sciences et de la spiritualité, notamment sur la vie et la conscience. Il aborde l’effet de la méditation sur les connexions neuronales, la question de la création du monde selon le bouddhisme et le big bang, le rapport entre le vide quantique et la vacuité. Il décrypte et suggère le sens de certaines découvertes récentes, interpellant les scientifiques tout en recommandant une plus grande ouverture des bouddhistes aux sciences. Le plus important est pour lui d'aider l'humanité.
Il évoque dans cet ouvrage le dialogue entrepris depuis plusieurs décennies avec quelques-uns des plus grands scientifiques occidentaux.
Il y décrit l'observation à la première personne, soulignant que l'observation par le ressenti individuel peut constituer une méthode scientifique pour étudier le fonctionnement du cerveau.